# Shenzhoupterus
Shenzhoupterus („křídlo z Shenzhou“) je rod pterodaktyloidního ptakoještěra, žijícího v období spodní křídy na území provincie Liao-ning v dnešní Číně (souvrství Jiufotang).

## Historie a popis
Tento rod byl popsán v roce 2008 týmem paleontologů pod druhovým jménem S. chaoyangensis. Holotyp (katalogové označení HGM 41HIII-305A) sestává z artikulované lebky a postkraniálního materiálu jediného exempláře o rozpětí křídel kolem 1,4 metru. Tento ptakoještěr byl bezzubý a na lebce měl nápadný hřeben. V roce 2023 byl formálně popsán další druh tohoto rodu, Shenzhoupterus sanyainus.

## Zařazení
Shenzhoupterus byl zástupcem čeledi Chaoyangopteridae. Mezi příbuzné rody patří Eopteranodon, Eoazhdarcho, Jidapterus a Chaoyangopterus.